# Vasilij Buslaev
Vasilij Buslaev (in russo Василий Буслаев?) è un eroe mitico le cui gesta sono narrate nelle byliny di Novgorod, sorta di poemi cavallereschi della tradizione popolare russa composti in metro libero.

## Le gesta

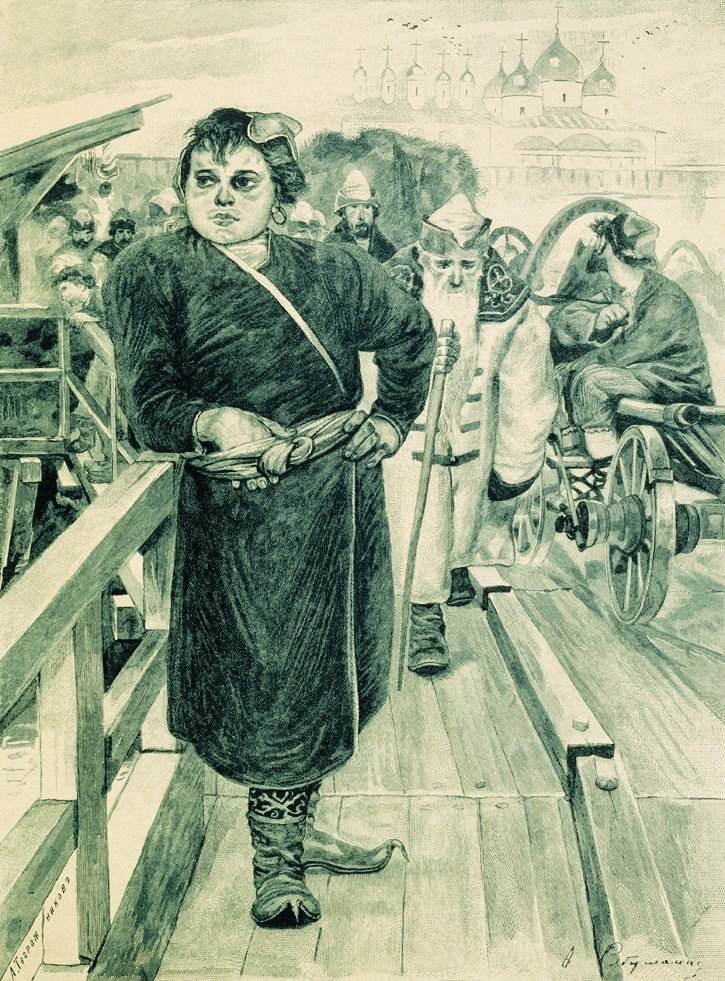
Andrei Ryabushkin. "Vasily Buslaev." 1895 Illustrazione.

Figlio di Buslaj, un ricco e anziano boiardi di Novgorod che lo aveva concepito all'età di novant'anni, Vasilij rimase orfano di padre all'età di sette anni e fu per tale motivo cresciuto ed educato dalla madre Amelfa. All'età di dodici anni, nonostante la donna si fosse sforzata di farlo diventare una persona ligia alle leggi e alle tradizioni, cominciò a raccogliere a sé un gruppo di coetanei con i quali fondò una banda che, nel corso degli anni, diventò così numerosa da intimorire le autorità cittadine, che giunsero a lamentare alla madre la condotta del figlio. Quando questa fallì nel tentativo di convincere il figlio ad utilizzare le forze che aveva raccolto attorno a sé per combattere le tribù pagane che vivevano nei pressi della città, i capi boiardi di Novgorod decisero di provocarlo organizzando una grande festa cittadina e non invitandolo. Quando Vasilij, nonostante non avesse ricevuto l'invito, si presentò ugualmente fu lui proposto dai governanti di bere del vino alla salute di Novgorod, in modo da testare la sua fedeltà alla città e alle autorità che la rappresentavano. L'eroe decise di brindare ma, dopo che si fu ubriacato, minacciò le persone presenti sfidandole a scontrarsi con lui. Decise che nella mattinata successiva la sua banda si sarebbe scontrata con le truppe cittadine: in caso di vittoria Vasilij Buslaev si sarebbe assicurato il controllo della città, altrimenti si sarebbe consegnato e sarebbe stato giustiziato sulla pubblica piazza. Venuta a sapere della situazione, la madre, temendo per l'incolumità del figlio, lo chiuse in camera impedendogli la mattina seguente di raggiungere i propri uomini. La battaglia incominciò ugualmente ma le truppe cittadine sembrarono avere presto la meglio. Amelfa, osservando lo svolgersi dello scontro mentre lavava il bucato nel fiume, si pentì delle proprie azioni e decise di liberare il figlio, il quale, una volta arrivato al ponte, portò i suoi uomini alla vittoria. Buslaev accettò la pace solo quando gli fu assicurato il completo controllo della città.